# Hemichaena rugosa
Hemichaena rugosa är en gyckelblomsväxtart som först beskrevs av George Bentham, och fick sitt nu gällande namn av John William Thieret. Hemichaena rugosa ingår i släktet Hemichaena och familjen gyckelblomsväxter. Inga underarter finns listade i Catalogue of Life.